# Нгаундере
Нгаунде́ре (фр. Ngaoundéré) — город в Камеруне. Является административным центром провинции Адамава и департамента Вина. Население — 262 747 чел. (по данным 2010 года).
Нгаундере — центр местной католической епархии.

## География

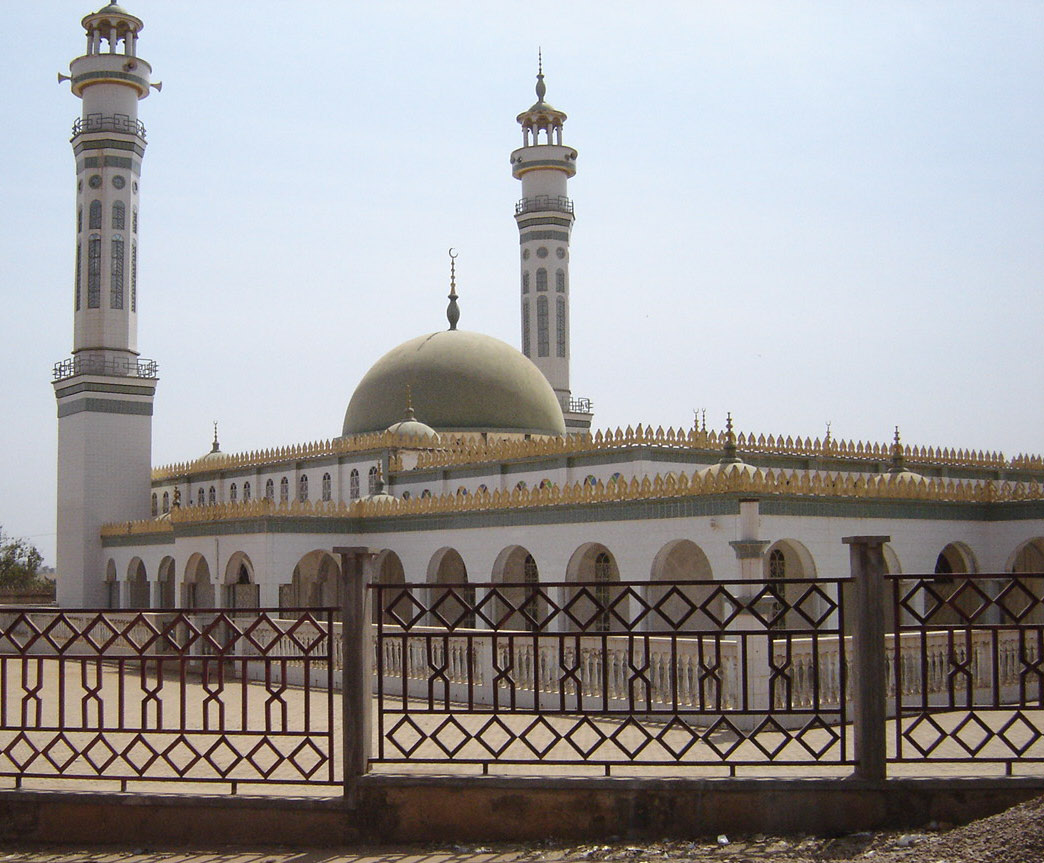
.

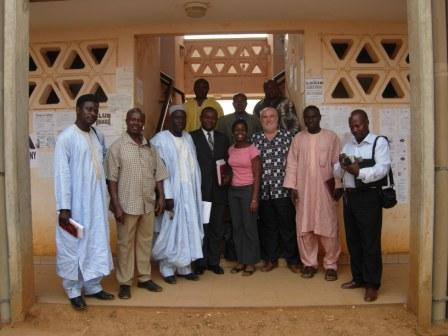
У входа в местный университет.

Нгаундере находится на плоскогорье Адамава (на его участке, носящем название плато Нгаундере), практически в самом центре Камеруна.

## Экономика
Через железную дорогу, соединяющую город с наиболее развитыми частями страны, вывозится (с дальнейшим вывозом через морские порты на экспорт) продукция местных животноводческих хозяйств, а также арахис. Местная промышленность занимается производством молочной и мясной продукции, выделкой шкур. Развита парфюмерная отрасль, переработка хло́пка. Неподалёку от города ведётся добыча бокситов. 
Нгаундере является туристическим центром.

## Образование
В городе есть университет.

## Транспорт
Город является конечным пунктом железной дороги, проходящей через крупнейшие города страны — Дуалу и Яунде. Через Нгаундере проходит автотрасса, соединяющая столицу страны, Яунде, с городами на севере Камеруна — Гаруа и Бертуа.
В Нгаундере имеется аэропорт.

## Климат
| Показатель              | Янв. | Фев. | Март | Апр.  | Май   | Июнь  | Июль  | Авг.  | Сен.  | Окт.  | Нояб. | Дек. | Год    |
| ----------------------- | ---- | ---- | ---- | ----- | ----- | ----- | ----- | ----- | ----- | ----- | ----- | ---- | ------ |
| Средний максимум, °C    | 30,1 | 31,6 | 32,1 | 30,6  | 28,9  | 27,4  | 26,2  | 26,2  | 27,0  | 28,5  | 29,6  | 30,0 | 29,0   |
| Средняя температура, °C | 20,5 | 22,2 | 24,1 | 24,1  | 23,1  | 22,1  | 21,5  | 21,5  | 21,7  | 22,1  | 20,9  | 20,4 | 22,1   |
| Средний минимум, °C     | 10,9 | 12,8 | 16,1 | 17,7  | 17,4  | 16,9  | 16,7  | 16,8  | 16,4  | 15,8  | 13,6  | 10,7 | 15,2   |
| Норма осадков, мм       | 0,8  | 1,1  | 39,2 | 136,6 | 183,9 | 226,6 | 268,6 | 279,6 | 236,9 | 117,7 | 5,7   | 0,0  | 1496,7 |
| Источник:               |      |      |      |       |       |       |       |       |       |       |       |      |        |